# جون تريداواي
جون تريداواي (بالإنجليزية: John Treadaway)‏ (26 يونيو 1914 – 1993) هو ملاكم بريطاني راحل، مثّل بلاده في الألعاب الأولمبية الصيفية 1936.

## روابط خارجية
جون تريداواي على موقع بوكس ريك (الإنجليزية) (registration required)
- جون تريداواي على موقع أوليمبيديا (الإنجليزية)